# Как избежать огромных кораблей
«Как избежать огромных кораблей» — книга капитана Джона У. Триммера, капитана морского флота и лоцмана гавани Сиэтла, вышедшая в 1982 году. Первое издание было опубликовано самостоятельно в доме Триммера в Сиэтле и имело подзаголовок «Или: Я никогда не встречал корабль, который мне нравился». Это руководство по морским операциям, но оно также привлекло некоторое внимание своим названием, которое некоторые сочли необычным, неуместным и забавным.
Предназначенная для специализированной аудитории (капитаны или операторы небольших частных судов, таких как яхты и траулеры), книга дает советы о том, как правильно избегать столкновения с большим кораблем, таким как грузовое судно, а также анекдоты и предысторию, такую информацию, как возможности и порядок работы больших кораблей.

## Bookseller/Diagram Prize и последующее внимание
В 1992 году книга выиграла приз Diagram за самое странное название года и использовалась в качестве названия для первого сборника лауреатов премии «Как избежать огромных кораблей и другие книги с неправдоподобными названиями» (2008). Книга заняла третье место в конкурсе The Bookseller 2008 года на самое странное название книги всех времен (после книг «Греческие сельские почтальоны и их номера гашения» и «Люди, которые не знают, что они мертвы: как они привязываются к ничего не подозревающим свидетелям и что с этим делать»).
Начиная с 2000 года книга привлекала юмористические отзывы читателей на сайте Amazon.com. Книга, её призовой статус, а иногда и сопутствующее ей созвездие странных обзоров, были прокомментированы публикациями, начиная от Cracked и заканчивая New York Times. New York Daily News назвала её «лучшей книгой всех времен», а Publishers Weekly, наоборот, назвала её «худшей книгой всех времен».
Джимми Фэллон сделал кавер на книгу в своем сегменте «Список не для чтения» в «Поздней ночи с Джимми Фэллоном», а первое появление Алекса Хорна (на Эдинбургском фестивале 2000 года) было с шоу под названием «Как избежать огромных кораблей».
В видеоигре «Ведьмак 3: Дикая охота» есть книга под названием «Как избежать колоссальных судов», которая считается отсылкой к этой книге. 